# Yottabyte
Un yottabyte es una unidad de almacenamiento de información cuyo símbolo es el YB y equivale a 1024 bytes. 
Este fue adoptado por el SI en el año 1991.
Los siguientes datos orientativos sirven para ilustrar la cantidad de información que puede ser almacenada en un yottabyte.

## Megabyte
Para llenar un yottabyte con megabytes son necesarios un trillón: {\displaystyle {10^{24} \over 10^{6}}=10^{18}=1\;000\;000\;000\;000\;000\;000}
o
- {\displaystyle {1\;YB \over 10,78\;MB}=93\;370\;681\;605\;975\;723,62} fotografías digitales de 16 megapixeles en una cámara Casio EX-ZR1000, con calidad fina.[1]

### Ejemplos
En 2010 se estimó que almacenar un yottabyte en unidades de disco del tamaño de un terabyte requeriría un millón de centros de datos del tamaño de una manzana, una superficie aproximadamente tan grande como la isla de Chipre. A finales de 2010 la densidad de memoria había aumentado hasta el punto en que se podía almacenar un yottabyte en tarjetas SD que ocuparían aproximadamente el doble del tamaño del Hindenburg (alrededor de 400 000 metros cúbicos). La cantidad total de datos que podrían almacenarse en el universo observable usando cada uno de los 10⁷⁸ a 10⁸² átomos como bits individuales de información (usando su giro, por ejemplo) está entre 1.25 × 10⁵³ y 1.25 × 10⁵⁷ yottabytes.

## Gigabyte
Para llenar un yottabyte con gigabytes son necesarios mil billones: {\displaystyle {10^{24} \over 10^{9}}=10^{15}=1\;000\;000\;000\;000\;000}
o
- {\displaystyle {1\;YB \over 54\;GB}=18\;518\;518\;518\;518,51} discos Blu-ray de doble capa de 54 GB.

- {\displaystyle {1\;YB \over 750\;GB}=1\;333\;333\;333\;333,33} discos duros de 750 GB.

## Terabyte
Para llenar un yottabyte con terabytes son necesarios un billón: {\displaystyle {10^{24} \over 10^{12}}=10^{12}=1\;000\;000\;000\;000}
o
- {\displaystyle {1\;YB \over 1,5\;TB}=666\;666\;666\;66<refgroup='nota'></ref>,66} discos duros de 1,5 TB.

- {\displaystyle {1\;YB \over 91,000\;TB}=10\;989\;010,98} veces el tamaño orientativo del Internet invisible durante 1997 (91 000 TB).[2]

## Sugerencias de búsqueda
- Yobibyte
- Zettabyte
- Zebibyte